# Дилев (Мазовецьке воєводство)
Дилев (пол. Dylew) — село в Польщі, у гміні Могельниця Груєцького повіту Мазовецького воєводства.
Населення — 206 осіб (2011).
У 1975-1998 роках село належало до Радомського воєводства.

## Демографія
Демографічна структура станом на 31 березня 2011 року:
|          | Загалом | Допрацездатний вік | Працездатний вік | Постпрацездатний вік |
| -------- | ------- | ------------------ | ---------------- | -------------------- |
| Чоловіки | 100     | 22                 | 64               | 14                   |
| Жінки    | 106     | 24                 | 56               | 26                   |
| Разом    | 206     | 46                 | 120              | 40                   |